# 重川サイクリングロード
重川サイクリングロード（おもがわサイクリングロード）は山梨県甲州市から同県山梨市を経由して、笛吹市に至る自転車道路。
ほぼ全線が重川の土手に位置する。

## 概要
起点:重川右岸　清水橋
終点:笛吹川左岸　桑戸橋
延長:6.4km
幅員:2.0m

## 交差する道路・周辺施設
- 山梨県道204号休息山梨線(清水橋、起点)
- ピーチライン(しばらく並行する)
- 山梨県道303号市之蔵山梨線(鴨居寺橋)
- 山梨市民体育館
- 広域農道(新重川橋)
- 山梨県道202号山梨市停車場線(重川橋、立体交差)
- ピーチライン(桑戸橋、終点)

## 対岸の自転車道
対岸にも山梨県道417号市川三郷山梨自転車道線（笛吹川サイクリングロード）がある。
対岸の方が立体交差も多く、安全面では優れている。しかし重川橋よりも下流は日川と重川に挟まれた地形で、橋もないため、行き止まりとなっている。

## 周辺
- おむつ塚